# Paola Binetti
Paola Binetti (Roma, 29 marzo 1943) è una psichiatra e politica italiana.

## Biografia

### Formazione
Laureata con lode in Medicina e Chirurgia nel 1967 all'Università Cattolica del Sacro Cuore, sede di Roma, nel 1969 si perfeziona in Pedagogia medica e l'anno seguente si specializza in Psicologia e Psichiatria all'Universidad de Navarra, a Pamplona, nel 1973 si specializza in neuropsichiatria infantile e in psicologia clinica presso l'Università "La Sapienza" di Roma.
Nel 1991 ottiene la specializzazione pedagogico-didattica presso la Facoltà di Teologia dell'allora Ateneo Romano della S. Croce.

### Attività professionale e accademica
Dal 1972 al 1975 ha lavorato per la provincia di Milano. Successivamente ha diretto un centro di Orientamento per adolescenti dell'Associazione FAES "Famiglia e Scuola".
Dal 1991 si è occupata della fondazione e della organizzazione dell'Università Campus Bio-Medico di Roma, opera apostolica dell'Opus Dei, dove ora dirige il Dipartimento Ricerca educativa e Didattica. Dal 1999 al 2001 è stata ricercatrice universitaria nel settore scientifico disciplinare Storia della Medicina, dal 2001 è Professoressa associata e dal giugno 2007 è professoressa straordinaria nel medesimo settore. Presso l'Università Campus Bio-Medico di Roma è stata docente di Psicologia e Pedagogia e di Psicopedagogia (1993-2000), nonché di storia della medicina (dal 2000), storia e filosofia della medicina ed etica medica (dal 2001).

### Altre attività scientifiche e culturali
Dal 2004 è Presidente della Società Italiana di Pedagogia Medica e membro di numerose società scientifiche e direttore e membro del comitato editoriale di alcune riviste specialistiche; dal 2002 al 2006 è stata membro del Comitato Nazionale di Bioetica. È stata inoltre presidente del Comitato Scienza & Vita, che si è battuto con successo nella propaganda per l'astensione al referendum per l'abrogazione della legge 40/2004 (la legge che disciplina l'accesso alle tecniche di fecondazione assistita). Impegnata in diversi ruoli associativi e istituzionali, ha al suo attivo numerosi articoli scientifici su riviste, oltre che numerosi volumi nelle discipline mediche.

## Carriera politica

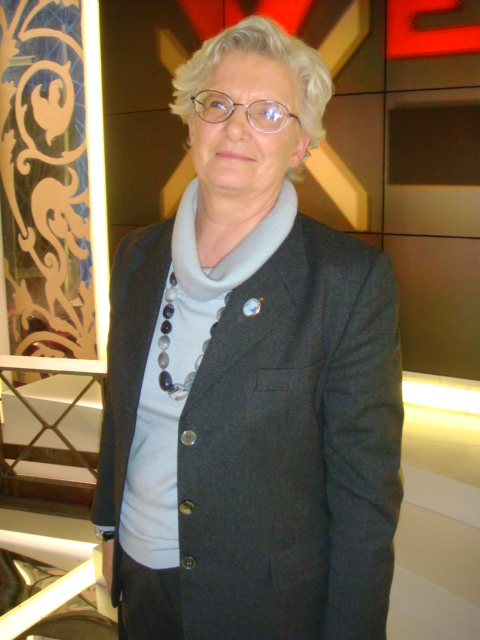
Paola Binetti nel 2008

È diventata senatrice nelle file della Margherita alle elezioni politiche del 2006 ed ha formato, insieme con i parlamentari Luigi Bobba, Enzo Carra, Emanuela Baio Dossi, Marco Calgaro e Dorina Bianchi, il gruppo dei cosiddetti teodem.
In quanto esponente della parte del centro-sinistra più vicina alla Chiesa cattolica, Paola Binetti è ritenuta dalla parte più laica della sua coalizione scarsamente autonoma rispetto al Vaticano, tanto da operare quale longa manus politica del cardinale Camillo Ruini e della CEI. Tuttavia, per non aver votato a favore della mozione parlamentare che impegnava l'Italia ad opporsi in ambito europeo al finanziamento delle pratiche di ricerca che prevedono la distruzione di embrioni umani, Binetti ha ricevuto numerosi fischi in occasione del Meeting di Rimini organizzato da Comunione e Liberazione nell'agosto del 2006.
Rieletta deputata nelle file del Partito Democratico alle elezioni politiche del 2008 nella circoscrizione Lombardia 2, dopo il sostegno dato dal suo partito nel gennaio 2010 a Emma Bonino per la corsa alla presidenza della regione Lazio, ha dichiarato che il PD «ha fallito [...] nella sua missione di affermare certi valori e principi», lasciando intendere di pensare seriamente di aderire ad una nuova formazione politica di Centro. Il 14 febbraio 2010 ha annunciato l'abbandono del PD e la sua adesione al progetto politico dell'Unione di Centro, nonostante avesse tempo prima negato qualsiasi suo ingresso nell'UdC per via della precedente alleanza tra il partito di Casini e Berlusconi. Pochi giorni dopo il suo ingresso nell'UdC, su richiesta del partito, si è candidata alla presidenza della Regione Umbria, ottenendo il 5,06% dei voti e venendo eletta consigliere regionale.
Alle elezioni politiche del 2013 è ricandidata alla Camera come capolista dell'Unione di Centro nelle circoscrizioni Lazio 1 e Liguria, venendo rieletta deputata della XVII Legislatura nella circoscrizione Lazio 1.
Alla Camera dei deputati, assieme agli altri sette eletti dell'UdC, aderisce da inizio legislatura fino al 10 dicembre 2013 al gruppo parlamentare di Scelta Civica per l'Italia (con cui l'UdC era stato alleato alle elezioni politiche), passando successivamente al gruppo parlamentare Per l'Italia - Centro Democratico (dal 10 dicembre 2013 al 16 dicembre 2014) e infine, in seguito all'alleanza parlamentare con il Nuovo Centrodestra di Angelino Alfano, passa al gruppo Area Popolare (NCD-UdC) (dal 16 dicembre 2014 al 7 dicembre 2016).
Il 7 dicembre 2016, infine, in seguito alla rottura dell'alleanza politica tra l'UdC e l'NCD, abbandona assieme agli altri quattro deputati dell'Unione di Centro il gruppo Area Popolare (NCD-UdC), passando quindi al Gruppo misto, dove viene costituita la componente "UdC", a cui aderisce.
Alle elezioni politiche del 2018 è eletta al Senato della Repubblica nel collegio uninominale Lazio - 03 (Roma - Quartiere Portuense) per la coalizione di centro-destra (in quota UdC) con il 30,45% dei voti, superando di misura Mauro Vaglio del Movimento 5 Stelle (30,23%) e Giuseppina Maturani del centrosinistra (28,93%).
Assieme agli altri due senatori dell'UdC (Antonio De Poli e Antonio Saccone) si iscrive al gruppo parlamentare di Forza Italia.
Nel dicembre 2019 è tra i 64 firmatari (di cui 41 di Forza Italia) per il referendum confermativo sul taglio dei parlamentari: pochi mesi prima i senatori berlusconiani avevano disertato l'aula in occasione della votazione sulla riforma costituzionale.
Il 26 maggio 2021 è stata eletta segretario del Senato della Repubblica.
Alle elezioni politiche del 2022 viene candidata alla Camera nel collegio uninominale Trentino-Alto Adige - 04 (Bressanone/Brixen) per il centro-destra, ottenendo il 10,40% e venendo superata da Renate Gebhard della SVP (57,41%) e Franz Ploner del centrosinistra (19,64%), oltreché come capolista di Noi moderati, lista composta da UdC, Noi con l'Italia, Italia al Centro e Coraggio Italia, nel collegio plurinominale Piemonte 1 - 02, ma non è eletta, dato che la formazione non supera la soglia di sbarramento del 3%.

## Posizioni sull'omosessualità
In occasione della sua partecipazione alla trasmissione Tetris di LA7 nel 2007, ha affermato che l'omosessualità è «una devianza della personalità» e che essere gay è un comportamento «molto diverso dalla norma iscritta in un codice genetico, morfologico, endocrinologico e caratteriologico», in contrasto con l'interpretazione dell'omosessualità come «variante naturale del comportamento umano» fornita dall'Organizzazione mondiale della sanità. Il Circolo di cultura omosessuale Mario Mieli ha sporto denuncia contro la senatrice per tali dichiarazioni.
Nella seduta del Senato del 6 dicembre 2007, nella votazione relativa alle norme del cosiddetto "pacchetto sicurezza", pur facendo parte della maggioranza di governo, ha votato contro la fiducia allo stesso, dissentendo sul tipo di formulazione delle norme che vietano le discriminazioni relative al genere e all'omosessualità. Anche nella campagna elettorale 2008 Binetti ha mostrato la radicale diversità delle sue posizioni rispetto al partito del quale faceva parte (Partito Democratico) affermando «Non voterò nessuna normativa giuridica a tutela delle coppie gay».
Una nuova polemica nasce nel novembre 2008 quando, intervistata sulla recente riconferma del Vaticano dell'esclusione dal sacerdozio delle persone omosessuali, afferma che si tratta di un'utile strategia per combattere la piaga della pedofilia nella Chiesa cattolica, che ha visto un numero sempre crescente di condanne per reati di pedofilia commessi da prelati. Binetti ha affermato che "Tendenze omosessuali fortemente radicate presuppongono la presenza di un istinto che può risultare incontrollabile. Ecco: da qui scaturisce il rischio pedofilia". A seguito di tali dichiarazione è stata fortemente criticata dalle associazioni di omosessuali e da parte di diversi esponenti del Partito Democratico. In seguito Binetti ha ribadito il suo pensiero "Ho spiegato che tendenze gay fortemente radicate possono portare alla pedofilia".
Ulteriore motivo di polemica è stato il voto contrario di Paola Binetti alla proposta di legge di Anna Paola Concia che mirava ad introdurre nel codice penale l'aggravante dell'omofobia, proposta bocciata dalla Camera dei deputati il 13 ottobre 2009. Binetti ha giustificato il suo voto contrario affermando "Per come era formulata la legge, le mie opinioni sull'omosessualità, e quelle di tante altre persone, potevano essere individuate come un reato". Questa sua posizione ha provocato forti reazioni all'interno del Partito Democratico, fino a considerare la possibilità di espellere Binetti dal partito.

## Controversie
Dorme su una tavola di legno (come lei stessa, interrogata, non ha smentito) e pratica la mortificazione corporale: tale pratica consiste nell'indossare un cilicio sulla coscia. Paola Binetti ha motivato il suo uso del cilicio dicendo che esso "ci costringe a riflettere sulla fatica del vivere, è il sacrificio della mamma che si sveglia di notte perché il bimbo piange".

## Opere
- Paola Binetti, Riflessioni sul significato del dolore negli insegnamenti del Beato Josemaría Escrivá; in: Annales Theologici 9 (1995), pp. 409–443
- Paola Binetti, Caterina Flora, Flavia Ferrazzoli, Ho paura. Che cosa spaventa i bambini: un modo per conoscere e capire le loro paure, Ma. Gi., Roma, 1999.
- Paola Binetti (a cura di), Il tutorato. Modelli ed esperienze nella didattica universitaria, Società Editrice Universo, Roma, 1999.
- Paola Binetti, Persona, paziente, cliente, Società Editrice Universo, Roma, 2000.
- Paola Binetti, Maria Grazia De Marinis, La prospettiva pedagogica nella Facoltà di Medicina, Società Editrice Universo, Roma, 2002.
- Paola Binetti, Rosa Bruni, Il Counseling in prospettiva multimodale, Ma.Gi., Roma, 2003.
- Paola Binetti, Rossana Alloni, Modi e modelli del tutorato. La formazione come alleanza, Ma. Gi., Roma, 2004.
- Paola Binetti, Educazione medica al bivio. Cosa cambia con il nuovo Esame di Stato, Roma, Critical Medicine Publishing, 2004.
- Paola Binetti, Maria Grazia De Marinis, Il dolore narrato: pagine di letteratura, Roma, Critical Medicine Publishing, 2005.
- Paola Binetti, Paola Bignardi, Le frontiere della vita, Ed. La Scuola, 2007.
- Paola Binetti, Luisella Battaglia, M. Rosaria Costanzo, Diritti delle donne, diritti umani. Voci di donne, Editori Riuniti, 2009
- Paola Binetti, La famiglia tra tradizione e innovazione, Ma.Gi., 2009
- Paola Binetti, La vita è uguale per tutti. La legge italiana e la dignità della persona, Mondadori, 2009
- Paola Binetti e altri autori, Medical Education: luci ed ombre, Ed. Arco di Giano, 2010
- Paola Binetti, Il consenso informato, Edizioni Ma. Gi., Roma, 2010
- Paola Binetti, Etica & Democrazia. Il contributo dei cattolici alla politica, Lindau, Torino, 2012
- Paola Binetti, Quando il gioco non è più un gioco, edizioni Magi, 2012
- Paola Binetti, Maternità surrogata: un figlio a tutti i costi, edizioni Magi, 2016
- Paola Binetti, In principio era la relazione, il rapporto con se stessi e gli altri nell’esperienza politica, edizioni Magi, 2019
- Paola Binetti, La leadership femminile. Modelli e qualità oltre le quote rosa, edizioni Magi, 2020
- Paola Binetti, Abili, disabili, ma tutti diversamente abili. Cosa sta cambiando nell’ottica dei diritti umani, edizioni Magi, 2021
- Paola Binetti, Elogio della moderazione nella moderna dialettica politica, edizioni Cantagalli, 2021